# Nomes oficiais da África do Sul
A África do Sul conta com onze línguas oficiais — o segundo país do mundo com mais línguas oficiais, a seguir à Índia. Como tal, existem onze nomes oficiais para o país. Estes são:
- Republiek van Suid-Afrika  (africânder)
- Republic of South Africa (inglês)
- IRiphabliki yeSewula Afrika (andebele meridional)
- IRiphabliki yaseMzantsi Afrika (xossa)
- IRiphabliki yaseNingizimu Afrika (zulu)
- Rephaboliki ya Afrika-Borwa (sepedi)
- Rephaboliki ya Afrika Borwa (sesoto)
- Rephaboliki ya Aforika Borwa (tsuana)
- IRiphabhulikhi yeNingizimu Afrika (suázi)
- Riphabuḽiki ya Afurika Tshipembe (venda)
- Riphabliki ra Afrika Dzonga (tsonga)

## Outras línguas
A África do Sul reconhece ainda oito línguas não oficiais: fanagalo, lobedu, andebele setentrional, phuthi, língua gestual sul-africana, cói, nama e coissã. Estas línguas são reconhecidas como tendo importância em nível local, embora não em nível nacional, e como tal o país não tem nome oficial nestas línguas.
Existem pequenos grupos de falantes de línguas em perigo, a maioria das quais pertencem ao grupo de línguas coissãs, que estão a tentar promover o seu uso e reavivamento.

## Azânia
Veja 
Alguns sul-africanos usam o nome Azânia em detrimento de "África do Sul", considerando que este último tem conotações colonialistas. As pessoas que usam este nome estão geralmente ligadas à tradição afrocentrista e à política de esquerda, como o Congresso Pan-Africanista (PAC) da Azânia e à Organização Popular Azaniana.